# 婿探し千万弗
『婿探し千万弗』(むこさがしせんまんどる Cinderella Jones) は、1946年のアメリカ合衆国のミュージカル・コメディ映画。
バスビー・バークレーが監督し、チャールズ・ホフマンが脚本を執筆した。ジョーン・レスリー、ロバート・アルダ、ジュリー・ビショップ、ウィリアム・プリンス、S・Z・サカール、エドワード・エヴェレット・ホートンが主演した。1946年3月9日、ワーナー・ブラザースよりリリースされた。

## ストーリー
売れない歌手のジュディ・ジョーンズ(ジョーン・レスリー)は亡くなった叔父の遺言により、叔父の願いを聞けば数百万ドルの遺産を受け取れることを知る。遺産を受け取るには、聡明な天才と結婚しなければならない。ボーイフレンドでバンドリーダーのトミー・コールズ(ロバート・アルダ)を見捨て、大天才を探しにエリート大学に入学する。キャンパスにて威勢の良いバート・ウィリアムズ教授(ウィリアム・プリンス)の心を掴むために奮闘する。

## キャスト
- ジュディ・ジョーンズ：ジョーン・レスリー
- トミー・コールズ：ロバート・アルダ
- カミーユ：ジュリー・ビショップ
- バート・ウィリアムズ：ウィリアム・プリンス
- ゲイブリエル・ポピク：S・Z・サカール
- キーティング：エドワード・エヴェレット・ホートン
- ミンランド：チャールズ・ディングル
- コーラ・エリオット：ルース・ドネリー
- オリヴァー・S・パッチ：エリシャ・クック・Jr
- ジョージ：ホバート・カヴァナー
- マホニー：チャールズ・アーント
- クレンチャー：チェスター・クルート
- ライリー：エドワード・ガーガン
- シャイな少女：マーガレット・アーリー
- 兵士：ジョニー・ミッチェル
- 歌手：メアリー・ディーン
- 看守：モント・ブルー
- マリー：マリアン・オブライアン
- バーレスク・クイーン：マリオン・マーティン